# Qin Yi
Qin Yi (en chino, 秦怡; Shanghái, 4 de febrero de 1922 – Shanghái, 9 de mayo de 2022) fue una actriz china. Obtuvo fama por sus representaciones teatrales en la capital de la guerra, Chongqing, durante la segunda guerra sino-japonesa. Después de la guerra, se convirtió en una de las actrices de cine más populares de China durante las décadas de 1950 y 1960, y fue reconocida como una de las cuatro mejores actrices del país. El primer ministro Zhou Enlai la llamó «la mujer más hermosa de China».

## Biografía

### Infancia y juventud
Qin Yi nació el 4 de febrero de 1922 en el seno de una familia rica en Shanghái. Su verdadero nombre era Qin Dehe (en chino, 秦德和). Era una de las ocho hijas de la familia formada por Qu Suyue y Qin Lichen. Le gustaba ver películas y Ruan Lingyu (1910-1935) era su actriz favorita.
Después de la invasión japonesa de China en 1937, huyó primero a Wuhan donde participó activamente en actividades antijaponesas, y luego, cuando Wuhan también cayó ante el avance de los japoneses, a la capital de china durante la guerra, Chongqing, en 1938 donde recibió formación actoral en la productora gubernamental China Movie Studio. Durante la guerra se unió a varios grupos de teatro y actuó en decenas de obras, entre ellas La buena tierra Huichun, Ministro imperial y La Traviata. En 1943, el influyente dramaturgo Xia Yan la seleccionó por primera vez, junto con las actrices Shu Xiuwen, Zhang Ruifang y Bai Yang, como las «cuatro grandes actrices dramáticas» de China (四大名旦). Esta etiqueta se hizo ampliamente conocida y, después de la fundación de la República Popular China en 1949, el nuevo gobierno reconoció oficialmente a las cuatro como las «Cuatro mejores actrices de China».

### Carrera actoral

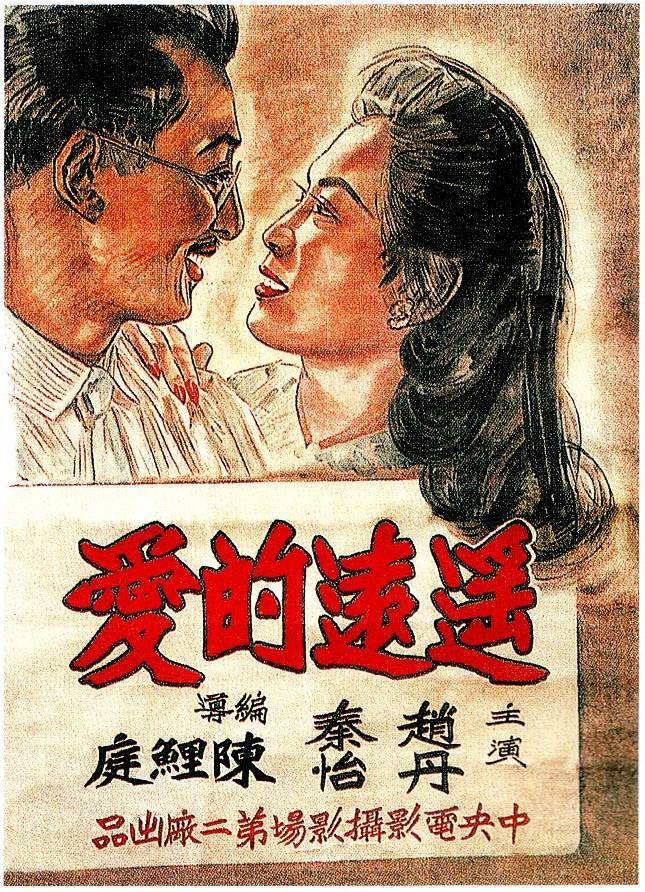
Amor lejano (1947), la primera gran película de Qin Yi

Después de la rendición de Japón al final de la Segunda Guerra Mundial, regresó a Shanghái y en 1946 actuó en La familia leal, su primer largometraje. Al año siguiente, tuvo su primer papel protagonista en Amor lejano del director Chen Liting, junto a su coprotagonista Zhao Dan, su aclamada actuación en la película la convirtió en una famosa estrella de cine. Posteriormente interpretó el papel principal en Amor perdido de Tang Xiaodan junto con su entonces esposo, el también actor Jin Yan. La película se rodó durante el último año de la guerra civil china y se estrenó después de que los comunistas arrebataran Shanghái al derrotado Kuomintang (KMT) en mayo de 1949. Debido a la cambiante situación política, la película se proyectó solo durante un breve período de tiempo. Al igual que otros cineastas y actores chinos, Qin Yi y Jin Yan tuvieron que decidir si huir a la colonia británica de Hong Kong, unirse al KMT y marcharse a Taiwán o quedarse en Shanghái y trabajar para el nuevo régimen comunista. Como Qin Yi era una actriz de tendencia izquierdista simpatizante de la causa comunista, la pareja decidió quedarse.
Después de 1949, se convirtió en actriz del recién fundado Shanghai Film Studio y fue nombrada subdirectora de la Compañía de Teatro de Actores. Interpretó los papeles principales en muchas películas muy famosas en aquella época, incluidas Railway Guerrillas, Jugadora de Baloncesto N.º 5, Lin Zexu, Canción de la Juventud y Leal chino de ultramar, así como papeles secundarios en muchas otras. Siguió siendo una de las actrices de cine más populares de China durante las décadas de 1950 y 1960. El primer ministro Zhou Enlai la llamó «la mujer más bella de China» por su enorme vitalidad tanto en el escenario como en la pantalla.
Qin Yi y su familia sufrieron mucho durante la Revolución Cultural, como millones de chinos. Estuvo separada de su familia durante años, y pasó cinco o seis años en sesiones de lucha y realizando trabajos forzados en zonas rurales. Su hijo, a quien se le diagnosticó esquizofrenia en 1965, justo antes del inicio de la Revolución Cultural, no pudo recibir la atención médica necesaria y su estado empeoró constantemente. Después de la Revolución Cultural, ya en la década de 1980, regresó a la interpretación con notable éxito, en parte debido al hecho de que nunca se quejó públicamente de las dificultades que soportó. En 1983, ganó el primer premio Golden Eagle a la mejor actriz por su destacada actuación en la serie dramática de televisión Bajo los aleros de Shanghái. En 2009 ganó el Premios Golden Rooster a toda su Trayectoria artística. Conocida por su actuación sutil y fina, ha sido llamada la «Ingrid Bergman de China».
Se mantuvo activa hasta los últimos años de su vida. Una de sus últimas películas, For Love With You (2019), se centró en un problema creciente en China: el envejecimiento de la población. Durante el rodaje, tuvo que ser trasladada a un hospital debido a problemas de salud —en ese momento tenía 96 años de edad—, por lo que el equipo de rodaje decidió filmar parte de la película en el hospital.

## Vida personal

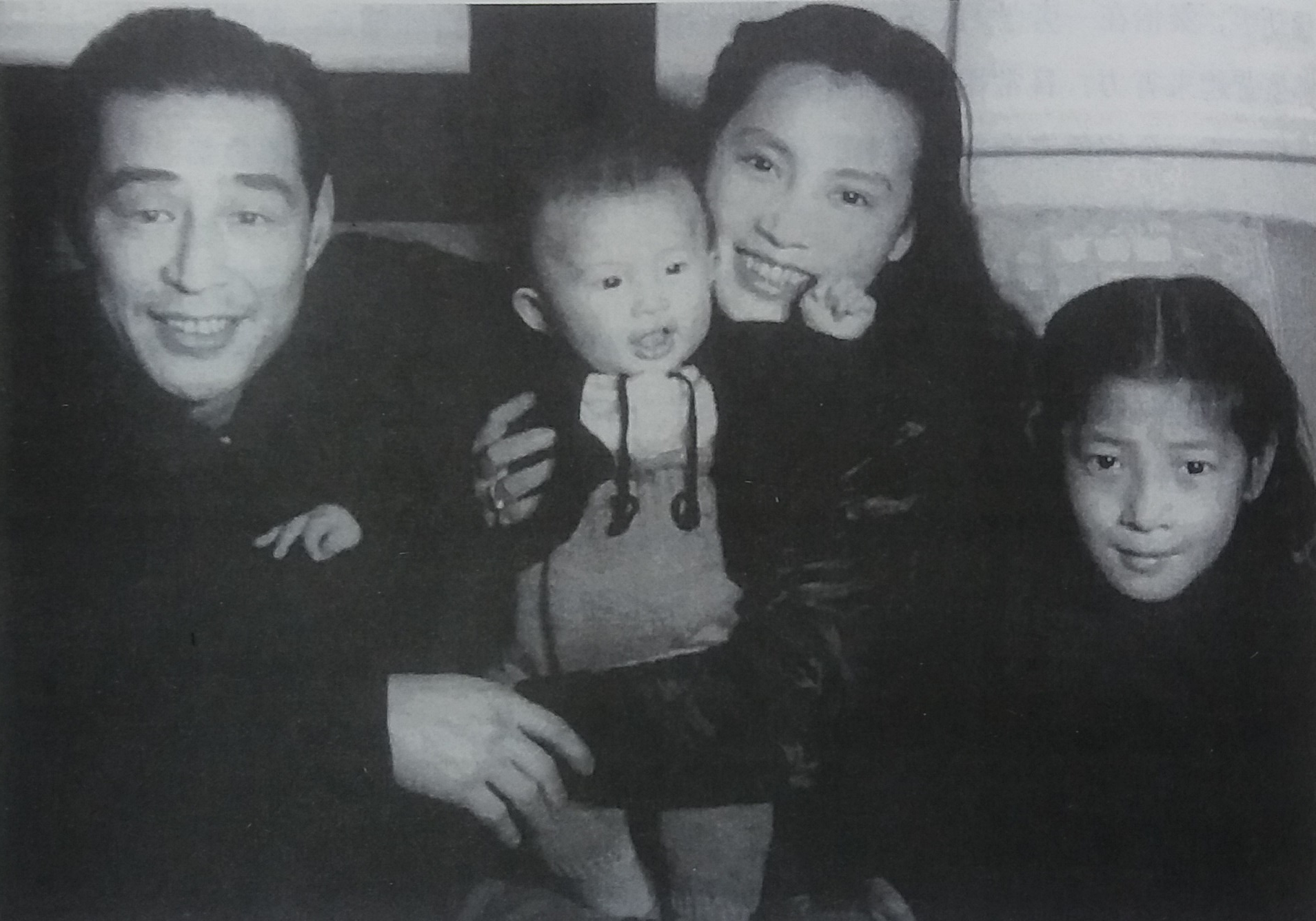
Qin Yi con su esposo Jin Yan y sus dos hijos Jin Feiheng y Jin Jie en 1948

Qin Yi se casó con el actor Chen Tianguo (陈天国) en 1939. El matrimonio duró poco ya que Chen era alcohólico y físicamente abusivo, por lo que en 1944 decidió divorciarse de él a pesar de que había dio a luz a una niña, que luego pasó a llamarse Jin Feiheng usando el apellido de su padrastro.En 1967, Chen TIanguo se ahorcó en el templo Lingyin en Hangzhou.
En 1947, se casó con el actor chino nacido en Corea, Jin Yan, también conocido por el nombre en inglés de Raymond King y apodado el «Rodolfo Valentino de Shanghái». Juntos tuvieron un hijo llamado Jin Jie (金捷), que padecía esquizofrenia y no podía vivir de forma independiente. Qin Yi lo cuidó constante y devotamente, especialmente después de la muerte de su esposo en 1983. A pesar de su condición mental, Jin Jie tenía talento para pintar. En una subasta benéfica en 2002 en Shanghái, el actor Arnold Schwarzenegger compró una de sus pinturas por 25 000 dólares y elogió a Qin Yi por su devoción por su hijo. Jin Jie murió en 2007 a la edad de 59 años. Su madre había ahorrado 200 000 yuanes para el cuidado de su hijo, pero como falleció antes que ella, donó la cantidad total a las víctimas del terremoto de Sichuan de 2008.

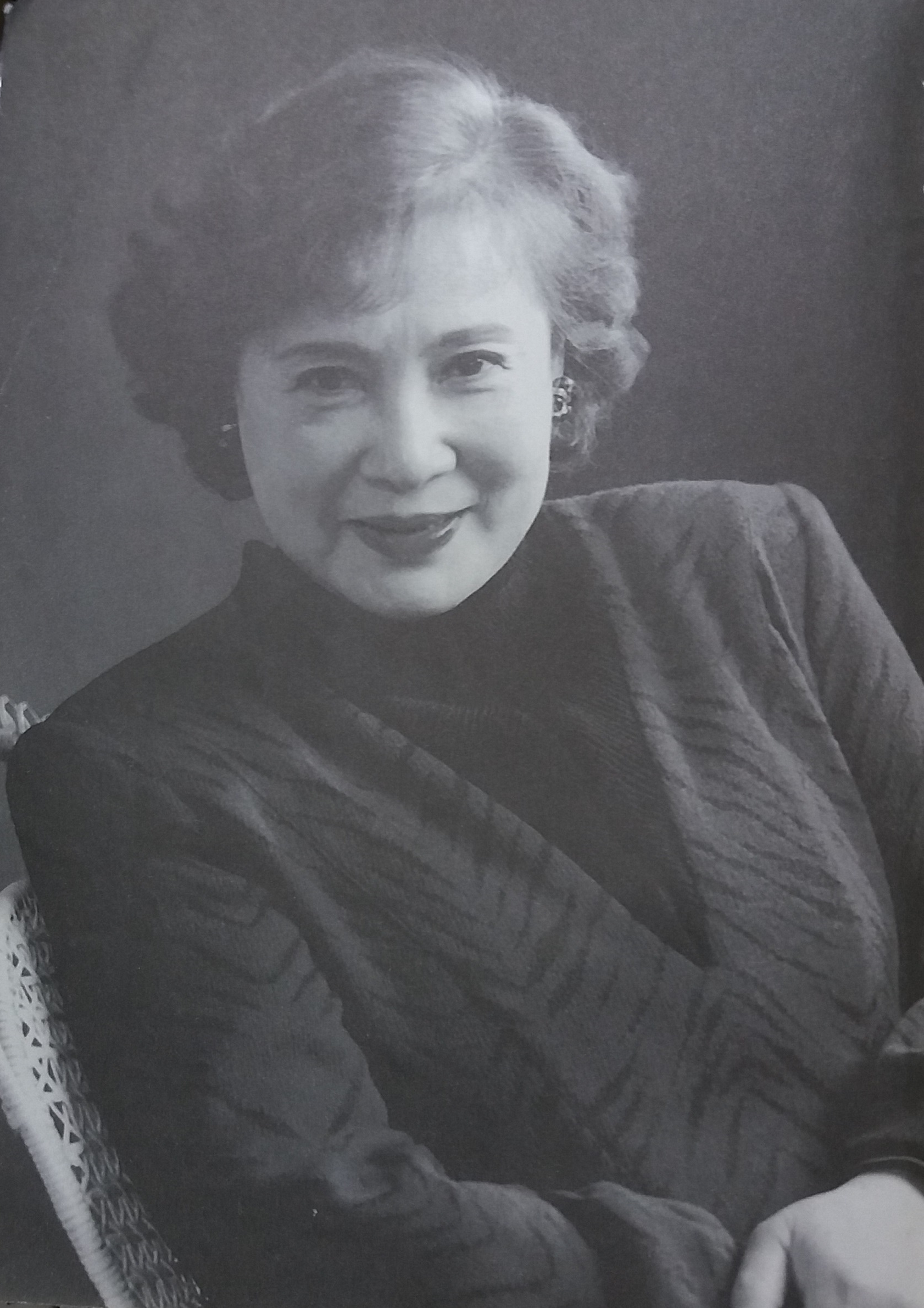
Qin Yi en 1965

Cumplió 100 años el 4 de febrero de 2022 y finalmente murió el 9 de mayo de 2022.

## Filmografía selecta
| Año  | Título en español            | Título original | Ref.   |
| ---- | ---------------------------- | --------------- | ------ |
| 1946 | La familia leal              |                 | [ 1 ]  |
| 1947 | Amor lejano                  | 遙遠的愛        | [ 1 ]  |
| 1949 | Madre                        | 母亲            | [ 20 ] |
| 1949 | Amor perdido                 | 失去的爱        | [ 1 ]  |
| 1956 | Railway Guerrillas           | 铁道游击队      | [ 21 ] |
| 1957 | Jugadora de Baloncesto N.º 5 | 女篮5号         | [ 21 ] |
| 1979 | Sonrisa angustiada           | 苦恼人的笑      | [ 22 ] |
| 1982 | Bajo los aleros de Shanghái  | 上海屋檐下      | [ 19 ] |

## Premios
Qin Yi recibió varios premios, entre ellos:
- Golden Eagle Awards
  - 1983 Mejor actriz (por Bajo los aleros de Shanghái)[6]
- Shanghai International Film Festival
  - 2008 Premio a la trayectoria[23]
- Premios Golden Rooster
  - 2009 Premio a la trayectoria[6]
- Golden Phoenix Awards
  - 2009 Premio a la trayectoria